# Jerzy Mańkowski (filolog klasyczny)
Jerzy Mańkowski (ur. 31 października 1935 w Jasieńcu, zm. 21 marca 2022 w Warszawie) – polski filolog klasyczny specjalizujący się w literaturze antycznej, średniowiecznej i renesansowej, wykładowca Uniwersytetu Warszawskiego.

## Życiorys
Po ukończeniu liceum ogólnokształcącego (1956, Szczecin) studiował filologię klasyczną na Uniwersytecie Warszawskim. W 1961 za pracę Historia trojańska w literaturze i kulturze polskiej od wieku XII do końca XVI uzyskał stopień magistra i został zatrudniony na etacie nauczyciela akademickiego (asystent 1961–1964, starszy asystent 1964–1970, adiunkt od 1971, starszy wykładowca od 1994) w Katedrze, następnie Instytucie Filologii Klasycznej UW. Stopień doktora nauk humanistycznych otrzymał w 1970 na podstawie rozprawy Mity i świat Eurypidesa. Zagadnienia wybrane, przygotowanej pod kierunkiem prof. Kazimierza Kumanieckiego. Korzystał z regularnych kontaktów naukowych z profesorami: Kazimierzem Kumanieckim, Adamem Krokiewiczem, Stefanem Żółkiewskim (metodologiczne studium doktoranckie), Marią Renatą Mayenową, Januszem Pelcem.
Zainteresowania badawcze: literatura grecka epoki archaicznej i klasycznej (Eurypides); poezja rzymska końca epoki republiki; mitografia późnoantyczna oraz średniowieczna (Diktys Kreteńczyk, Dares Frygijczyk, Guido de Columna); historia interpretacji poezji antycznej (Homer, Katullus, Horacy) w XV i XVI w.; teoria poezji od Boccaccia do Scaligera; epistolografia łacińska w czasach dynastii Jagiellonów jako źródło do dziejów kultury polskiej; antyczna i humanistyczna tradycja literacka w twórczości Jana Kochanowskiego, najwybitniejszego twórcy polskiego Cinquecento.
Na filologii klasycznej prowadził zajęcia językowe z greki i łaciny, wykłady z literatury greckiej okresu archaicznego oraz klasycznego, proseminaria greckie i neolatynistyczne. Z tekstów literackich starał się wydobywać treści ważne dla dziejów poetyckiego, intuicyjnego poznawania człowieka i świata, składające się na antyczne dziedzictwo kultury europejskiej. Był opiekunem i recenzentem kilkunastu prac magisterskich. Prowadził zajęcia z tradycji antycznej na studiach polonistycznych (studia podyplomowe w Instytucie Badań Literackich PAN, studia zaoczne na Wydziale Polonistyki), a także z łaciny na Wydziale Prawa. Za cenne doświadczenie dydaktyczne uważał ponad 200 spotkań ze studentami Wydziału Historii na fakultatywnych zajęciach zwanych „Łacina staropolska”. Był doświadczonym nauczycielem, cenionym przez studentów.
Występował z referatami na wielu konferencjach i sesjach ogólnopolskich oraz międzynarodowych, w tym za granicą: Heidelberg (1974, 1978), Sorrento (1989), Neapol (1991), Madryt (1990, 1992). W 1980 przygotował w Rzymie (wraz z prof. Bronisławem Bilińskim) polską część wystawy „La presenza di Virgilio nella cultura europea” na dwutysiąclecie śmierci Wergiliusza.
Uczestniczył w pracach nad końcową wersją podstawy programowej przedmiotu język łaciński i kultura antyczna w liceach ogólnokształcących (MEN). Współpracował przez dłuższy czas m.in. z XI LO im. Mikołaja Reja w Warszawie (współtworzył eksperymentalną klasę klasyczną oraz prowadził w niej zajęcia „Kultura i tradycja antyczna”) i II LO im. Stanisława Staszica w Starachowicach. W 2004 był jednym z organizatorów Konkursu Kultury Klasycznej dla gimnazjów, a następnie uczestniczył w pracach komisji konkursowej.
Wchodził w skład: zespołu wydającego Dzieła wszystkie Jana Kochanowskiego (tzw. Wydanie sejmowe); zespołu badającego łacińskojęzyczną korespondencję XV-XVII wieku jako dokument kultury narodowej i przygotowującego edycję korespondencji Jana Dantyszka; zespołu przygotowującego wydanie korespondencji Andrzeja Dudycza dla Węgierskiej Akademii Nauk; komitetu redakcyjnego „Meandra”; redakcji muzycznej „Thesaurus Musicae Antiquae et Novae” / „Skarbiec Muzyki Dawnej i Nowej”; komitetu redakcyjnego „Bibliotheca Medii Aevi. Artes – Opera”; rady Fundacji „Akademia Humanistyczna”. Współpracował stale z kwartalnikiem „Terminus”.
W latach 1965–1974 był członkiem władz Polskiego Towarzystwa Filologicznego, 1973–1983 sekretarzem naukowym Komitetu Nauk o Kulturze Antycznej PAN, 1987–1994 sekretarzem Komisji Neolatynistycznej PAN, 1992–1997 kierownikiem Zakładu Edytorstwa Greckiego i Łacińskiego w Instytucie Filologii Klasycznej UW; od 1993 do 1995 pełnił funkcję wicedyrektora IFK UW. W 1998 przeszedł na emeryturę, pracował dalej do 2012.
W 1984 wystąpił w teleturnieju Wielka Gra jako jeden z ekspertów, a w latach 1992–1993 i 1995 brał udział w kilku audycjach o antyku na antenie Programu IV Polskiego Radia oraz Radia Bis.
Grał na pianinie i flecie, interesował się dawną muzyką polską, astronomią, geologią, historią i geografią Polski. Wędrował po górskich szlakach od Bieszczadów po Sudety, szczególnie jednak umiłował Tatry.
Został pochowany na Starych Powązkach w Warszawie 6 kwietnia 2022 (kwatera 189, rząd 1, miejsce 1).

## Publikacje

### Książki
- Homer (współautor: Kazimierz Kumaniecki), Wydawnictwa Szkolne i Pedagogiczne, Warszawa 1974 (Biblioteka Polonistyki).
- Mity i świat Eurypidesa. Zagadnienia wybrane, Ossolineum, Wrocław 1975.
- Materiały do dziejów twórczości Jana Kochanowskiego z lat 1551–1625, M. Korolko (red.), przeł. M. Korolko, J. Mańkowski, J. Małłek, Ossolineum, Wrocław 1986 (Cochanoviana 2).
- Listowne Polaków rozmowy. List łacińskojęzyczny jako dokument polskiej kultury XVI i XVII wieku, J. Axer (red.), J. Mańkowski (red.), IFK UW – Fundacja Aletheia, Warszawa 1992.
- Españoles y polacos en la corte de Carlos V. Cartas del embajador Juan Dantisco (współautorzy: Antonio Fontán, Jerzy Axer, Isabel Velázques), edición a cargo de A. Fontán y J. Axer, Alianza Editorial, Madrid 1994.
- Praktyczny słownik łacińsko-polski (przy współudziale J. Mańkowskiej), Prószyński i S-ka, Warszawa 2008 (wyd. III; wyd. I: 2000).
- Memoriale praeteritorum. Studia mediewistyczne i renesansowe, Wydział Polonistyki UW, Warszawa 2019 (Studia o Literaturze Dawnej VIII).

### Artykuły, recenzje, przekłady
- Dzień za dniem wojny o Helenę, „Meander” 16 (1961), s. 334–336.
- Historia trojańska w literaturze i kulturze polskiej wieku XVI, „Meander” 17 (1962), s. 137–147, 252–268, 351–377.
- Tekst do grafik Mieczysława Kościelniaka, broszura 39 s., [w:] M. Kościelniak, Iliada i Odyseja, PZWS, Warszawa 1963 (wstęp K. Kumaniecki).
- Hasło: Łacińskie pismo [w:] Wielka Encyklopedia Powszechna PWN, t. VI, s. 681–683, Warszawa 1965.
- Talentem, pracą, sercem, „Meander” 22 (1967), s. 369–391 [artykuł o zainteresowaniach naukowych i metodzie badawczej prof. K. Kumanieckiego].
- I. Trencsényi-Waldapfel, Mitologia, Warszawa 1967, s. 487 [opracowanie naukowe polskiego przekładu].
- Kochałam Tyberiusza [recenzja książki Elisabeth Dored, Kochałam Tyberiusza], „Nowe Książki” 20 (1969), s. 1385–1386.
- Mit i historia [recenzja książki A. Krawczuka, Wojna trojańska. Mit i historia], „Nowe Książki” 9 (1969), s. 613–616.
- Sofokles, Tragedie, przeł. i oprac. K. Morawski, Z. Kubiak, Warszawa 1969, recenzja [w:] „Nowe Książki” 7 (1970), s. 394-396.
- Od Kleopatry do Nerona [recenzja książek A. Krawczuka, Kleopatra oraz Neron], „Nowe Książki” 7 (1970), s. 405–407.
- The Love and Politics of Cleopatra / L’amour et la politique de Cléopatre [recenzja książki A. Krawczuka, Kleopatra], „Polish Literature / Litterature Polonaise” 2/3 (8/9) (1970), s. 33–35.
- Indeks nazw osobowych i geograficznych [w:] Salustiusz, Sprzysiężenie Katyliny, Wojna z Jugurtą, Wrocław 1971, s. 111-115.
- Kwintylian, Institutio oratoria XIII 3, [współautor przekładu], wybór opublikowany jako Aneks [w:] J. Lipiński, Planeta Luna. Wstęp do historii sztuki aktorskiej w Polsce, „Pamiętnik Teatralny” 2 (1971), s. 203–210.
- Eurypides, Tragedie, przeł. i oprac.  J. Łanowski, Warszawa 1972, recenzja [w:]  „Nowe Książki” 16 (1973), s. 64-65.
- Johannes Afflighemensin, De musica, przekład fragmentów [w:] J. Morawski, Polska liryka muzyczna w średniowieczu, Warszawa 1973.
- J. Locher, Iudicium Paridis, Cracoviae 1522, przekład fragmentów [w:] J. Lipiński, Sztuka aktorska w Polsce 1500-1633, Warszawa 1974.
- Sztuka lekarska w literaturze greckiej okresu attyckiego, „Archiwum Historii Medycyny” 2 (1975), s. 135–141.
- Indeks osobowy oraz opracowanie zapisów bibliograficznych [w:] K. Kumaniecki, Literatura rzymska. Okres cyceroński, Warszawa 1977, s. 5-13, 559-569.
- Przekłady fragmentów różnych autorów greckich i rzymskich [w:] I. Venedikov, T. Gerasimov, Sztuka tracka, s. 10, 10–11, 11, 28–29, 30, 30–31, 36, 41 [brak nazwiska tłumacza], 48, Warszawa 1978.
- Dedykacja Mikołaja Zieleńskiego dzieła Communiones totius anni (Venetiis 1611) Wojciechowi Baranowskiemu, arcybiskupowi gnieźnieńskiemu, [w:] W. Malinowski, Polifonia Mikołaja Zieleńskiego, Polskie Wydawnictwo Muzyczne, Warszawa 1981, s. 208–209.
- Przypisy (wspólnie z E. Sarnowską-Temeriusz) i przekłady (własne i wspólne z A. Gurynem), [w:] Poetyka okresu renesansu: antologia, E. Sarnowska-Temeriusz (red.), Ossolineum, Wrocław 1982 (Biblioteka Narodowa. Seria 2, nr 205).
- O literaturze greckiej – kierunki i trudności interpretacji (epos i tragedia), „Przegląd Humanistyczny” 28, nr 3 (1984), s. 95–103.
- Nowa Alcestis. Kobieta sportretowana we „Fraszkach” Jana Kochanowskiego (II 67 i 68), [w:] Jan Kochanowski 1584–1984. Epoka – twórczość – recepcja, t. I, J. Pelc (red.), P. Buchwald-Pelcowa (red.), B. Otwinowska (red.), Wydawnictwo Lubelskie, Lublin 1989, s. 245–274.
- Bibliografia, [w:] Słownik kultury antycznej. Grecja – Rzym, L. Winniczuk (red.), Wiedza Powszechna, Warszawa 1991, s. 632–662.
- Korespondencja Samuela Maciejowskiego z Janem Dantyszkiem jako źródło do dziejów kultury politycznej, [w:] Listowne Polaków rozmowy. List łacińskojęzyczny jako dokument polskiej kultury XVI i XVII wieku, J. Axer (red.), J. Mańkowski (red.), IFK UW – Fundacja Aletheia, Warszawa 1992, s. 58–66.
- Grecko-rzymski etap dziejów Europy w programie nauczania klasy klasycznej w Liceum Ogólnokształcącym im. Mikołaja Reja w Warszawie,, [w:] Horacy i polski horacjanizm. Materiały z sesji naukowej zorganizowanej w Warszawie w dniach 26–27 września 1992 roku [...], E. Głębicka (red.), Aletheia, Warszawa 1993, s. 120–130 (Acta Societatis Philologae Polonorum I).
- Antenore e Didone: ricostruzione e reinterpretazione dei miti, [w:] Il Rinascimento in Polonia. Atti dei Colloqui italo-polacchi 1989–1992, J. Żurawska (red.), Bibliopolis, Napoli 1994, s. 329–332.
- Korrespondenz von Johannes Dantiscus (1485–1548). Baltische und Skandinavische Problematik (współautor: Jerzy Axer), [w:] Mare Balticum – mare nostrum: Latin in the Countries of the Baltic Sea, O. Merisalo (red.), R. Sarasti-Wilenius (red.), Academia Scientiarum Fennica, Jyväskylä 1994, s. 150–156.
- La traduzione del canto nuziale Vesper adest di Catullo. Un esempio del lavoro filologico e artistico di Jan Kochanowski, [w:] Il Rinascimento in Polonia. Atti dei Colloqui italo-polacchi 1989–1992, J. Żurawska (red.), Bibliopolis, Napoli 1994, s. 117–131.
- Od Homera do Kochanowskiego. Rozmowa z dr. Jerzym Mańkowskim, [w:] J. Ciechanowicz, Medea i czereśnie. Rozmowy o starożytności, Volumen, Warszawa 1994, s. 25–43.
- Polskie śpiewy o Męce Pańskiej – nieznana cząstka twórczości Jana Kochanowskiego (współautor: Anna Skolimowska), „Odrodzenie i Reformacja w Polsce” 38 (1994), s. 95–98.
- Edycja krytyczna listów nr: 230, 231, 234, 242, 243, 269, 364, 370, 375, 377, [w:] Andreas Dudithius: Epistulae, pars II (1568–1573), L. Szczucki (red.), T. Szepessy (red.), M. Szymański (red.), M. Borowska (red.), Akadémiai Kiadó, Budapest 1995.
- La correspondance de Dantiscus et les chroniques imprimées de l’époque de Charles Quint, deux forms d’histoire: la dernière phase du conflit entre la Pologne et l’ordre Teutonique (1519–1524) (współautor: Jan Tyszkiewicz), [w:] Studia Europaea II: Joannes Dantiscus (1485–1548) Polish Ambassador and Humanist, J. IJsewijn (red.), W. Bracke (red.), Centrum voor Europese Cultuur, Brussel 1996, s. 45–53.
- To, co dawniej, ale inaczej, to znaczy – lepiej, [w:] Vita memoriae, magistra vitae. Nauczanie języków klasycznych w gimnazjum i liceum państwowym im. Tadeusza Reytana w Warszawie, B. Brzuska (red.), Wydział Polonistyki UW, Warszawa 1996, s. 55–76.
- Jan Kochanowski: Le Renvoi des ambassadeurs grecs. Quelques observations sur l’héritage antique dans un chef-d’oeuvre du théâtre polonais, [w:] Scaenica Saravi-Varsoviensia. Beiträge zum antiken Theater und zu seinen Nachleben, J. Axer (red.), W. Görler (red.), Wydawnictwo DiG, Warszawa 1997, s. 157–169.
- Z perspektywy przynoszącego książki, [w:] Pamięci Profesora Adama Krokiewicza. Materiały z Sesji w Instytucie Filologii Klasycznej UW w dniu 4 marca 1997, R. Zaborowski (red.), Stakroos, Warszawa 1997, s. 133–146.
- Indeks głównych postaci i wątków, [w:] Homer, Odyseja, przeł. Józef Wittlin, Świat Książki, Warszawa 1999, s. 489–498.
- Powstanie Polskiego Towarzystwa Filologicznego. Lwów 1882–1893–1894, [w:] Antiquorum non immemores… Polskie Towarzystwo Filologiczne (1893–1993), J. Łanowski (red.), A. Szastyńska-Siemion (red.), PTF – OBTA UW, Warszawa-Wrocław 1999, s. 125–134.
- Prof. Kazimierz Kumaniecki – członek honorowy PTF, [w:] Antiquorum non immemores… Polskie Towarzystwo Filologiczne (1893–1993), J. Łanowski (red.), A. Szastyńska-Siemion (red.), PTF – OBTA UW, Warszawa-Wrocław 1999, s. 303–308.
- U początków literatury, [w:] Homer, Odyseja, przeł. J. Wittlin, Świat Książki, Warszawa 1999, s. 499–510.
- Wyznanie Jana Łaskiego o naszej z Chrystusem Panem komunii i o ciele Jego w Jego Wieczerzy, „Jednota”, nr 8–9 (1999), s. 28–29.
- Zarys dziejów Koła Warszawskiego PTF (współautor: Małgorzata Borowska), [w:] Antiquorum non immemores… Polskie Towarzystwo Filologiczne (1893–1993), J. Łanowski (red.), A. Szastyńska-Siemion (red.), PTF – OBTA UW, Warszawa-Wrocław 1999, s. 198–215.
- Krak, uczeń Sokratesa (glosa do Kadłubka Chronica Polonorum I 5, 3), [w:] Inspiracje platońskie literatury staropolskiej. Materiały z konferencji zorganizowanej przez Zespół Badań Literackich nad Historią Kultury Epok Dawnych Instytutu Literatury Polskiej Uniwersytetu Warszawskiego 14–15 października 1998 r., A. Nowicka-Jeżowa (red.), P. Stępień (red.), Wydział Polonistyki UW, Warszawa 2000, s. 147–150.
- Hasła: Homeros, Kolluthos, Satyros, [w:] Słownik pisarzy antycznych, Wiedza Powszechna, Warszawa 2001, s. 255–260, 290, 445–446 (wyd. III).
- Hasła autorskie: Eurypides, Homer, Iliada, Odyseja, [w:] Wielka encyklopedia PWN, Warszawa 2001–2005.
- O wydaniu Goślickiego (współautor: Aleksander Stępkowski), „Odrodzenie i Reformacja w Polsce” 46 (2002), s. 185–198.
- Głos w dyskusji na konferencji zorganizowanej przez Komisję Kultury i Środków Przekazu Senatu RP, [w:] Dziedzictwo antyczne a polska tradycja kulturowa, Kancelaria Senatu, Warszawa 2004, s. 63–66.
- Rękopis BOZ 206. Autograf Jana Kochanowskiego, „Rocznik Biblioteki Narodowej” 37–38 (2006), s. 33–44.
- Pamięć miejsca. Staropolskie sentencje pałacu w Radziejowicach (współautor: Hanna Dziechcińska), „Wiadomości Historyczne” 50, nr 2 (2007), s. 47–51.
- Decyzja Priama – mythos i fatum w „Odprawie posłów greckich” Jana Kochanowskiego, „Terminus” 10, nr 2 (2008), s. 15–28.
- Moderator i filozof, [w:] O senatorze doskonałym studia. Prace upamiętniające postać i twórczość Wawrzyńca Goślickiego, A. Stępkowski (red.), Kancelaria Senatu, Warszawa 2009, s. 95–116.
- Wypowiedzi w dyskusji podczas konferencji, [w:] Onus Athlanteum. Studia nad Kroniką biskupa Wincentego, A. Dąbrówka (red.), W. Wojtowicz (red.), Wydawnictwo IBL PAN, Warszawa 2009, s. 67–69, 152, 467–469.
- Dwa zapisy o Janie Kochanowskim w Zwoleniu, [w:] Miscellanea literackie i teatralne (od Kochanowskiego do Mrożka): Profesorowi Janowi Okoniowi przez przyjaciół i uczniów na 70. urodziny zebrane. Część I: O Janie Kochanowskim i kulturze dawnej Polski, K. Płachcińska (red.), M. Kuran (red.), Wydawnictwo UŁ, Łódź 2011, s. 113–143.
- Jan Kochanowski – filolog (ustalenia, pytania, perspektywy), [w:] Humanizm i filologia, A. Karpiński (red.), Neriton, Warszawa 2011, s. 101–172.
- Kot, ale czy zwierzę?, [w:] Birthday Beasts’ Book. Where Human Roads Cross Animal Trails. Cultural Studies in Honour of Jerzy Axer, K. Marciniak (red.), IBI AL – Wydawnictwo „Wilczyska”, Warszawa 2011, s. 181–191.
- Caecitas i illustratio, bellum bonum i chrzest Mieszka, [w:] Glosy filologiczno-filozoficzne na marginesie prac Profesora Juliusza Domańskiego w osiemdziesiątą piątą rocznicę Jego urodzin, J. Kwapisz (red.), W. Olszaniec (red.), IFK UW – Sub Lupa, Warszawa 2012, s. 81–117.
- Z prac nad komentarzem do „Fraszek” Jana Kochanowskiego (współautor: Marek Janicki), [w:] Umysł stateczny i w cnotach gruntowny. Prace edytorskie dedykowane pamięci Profesora Adama Karpińskiego, R. Grześkowiak (red.), R. Krzywy (red.), Wydział Polonistyki UW, Warszawa 2012, s. 313–337.
- Data urodzin królowej Jadwigi Andegaweńskiej i jej ślubu z Władysławem Jagiełłą w kontekście aktu krewskiego. Uwagi filologa do interpretacji głównych źródeł, „Rocznik Lubelskiego Towarzystwa Genealogicznego” 5 (2013 (2014)), s. 27–71.